# Alex Dobre
Alex Dobre, né le 30 août 1998 à Bucarest en Roumanie, est un footballeur international roumain évoluant au poste d’ailier au Rapid Bucarest.

## Biographie

### Carrière en club

#### Dijon FCO (2020-2023)

##### Débuts en Ligue 1 (2020-2021)
Le 12 août 2020, Dobre signe un contrat de quatre ans en faveur du Dijon FCO, pour un transfert d'un montant de 1 million d'euros plus 2 millions d'euros de bonus.
Il joue son premier match en Ligue 1 le 22 août 2020, lors de la réception du SCO d'Angers.
Cependant, il n'entre pas vraiment dans les plans de l'entraineur dijonnais, Stéphane Jobard, qui joue 1 minute de jeu avec l'équipe A entre septembre et décembre 2020. David Linarés, qui est nommé entraîneur du Dijon FCO après l'éviction de Jobard, lui donne plus de temps de jeu, avec notamment une titularisation contre l'AS Monaco le 20 décembre 2020.
Malgré quelques prestations intéressantes, l'attaquant roumain ne parvient pas à s'imposer comme titulaire indiscutable durant la saison, et terminera l'exercice sans avoir été décisif une seule fois.

##### La révélation en Ligue 2 (2021-2022)
Convoqué avec la Roumanie olympique pour les Jeux Olympiques de Tokyo, Alex Dobre ne participe pas à la préparation d'avant-saison avec le club dijonnais. Il dispute ses premières minutes en Ligue 2 le 7 août 2021 face à Rodez. Après un début de saison poussif, David Linarés est démis de ses fonctions, pour être remplacé par Patrice Garande.
Le nouveau coach dijonnais souhaite relancer Dobre, et le convoque dans le groupe pour la 9e journée de Ligue 2, pour un déplacement sur la pelouse du SM Caen. L'attaquant roumain se montrera décisif, en délivrant une passe décisive à Aurélien Scheidler, et permettant au Dijon FCO de l'emporter (0-1).
Dobre inscrit son premier but avec Dijon lors de la 12e journée de Ligue 2, le 16 octobre 2021, face à l'Amiens SC. Grâce à cette réalisation, son équipe l'emporte 1 but à zéro. Le match suivant, opposant Dijon à Grenoble, Dobre inscrit une nouvelle fois un but permettant à sa formation de remporter la victoire (score final 1-2).
Grâce à ses bonnes performances, Alex Dobre s'impose comme titulaire indiscutable aux yeux de Garande, et sera élu joueur du mois d'octobre 2021 par les supporteurs dijonnais.
Le 22 avril 2022, il inscrit le premier doublé de sa carrière, face à l'EA Guingamp (score final 3-3). Il récidive lors du match suivant, face au Chamois Niortais, permettant au DFCO de s'imposer 3-1.
Avec 9 buts et 3 passes décisives en 28 apparitions, Alex Dobre est élu dijonnais de la saison par les supporteurs.

##### Situation floue, et départ au Portugal (2022-2023)
Après sa bonne saison, Alex Dobre est annoncé sur le départ (ce que le joueur réfute sur son compte Instagram), et n'est pas convoqué dans les groupes durant le début de saison. Mais finalement, il ne part pas, et retrouve se place dans le groupe lors de 10e journée face au Havre AC. Cependant, Omar Daf (qui a remplacé Garande durant l'été) ne compte pas sur lui. Dobre sera seulement titulaire en Coupe de France, où il délivrera une passe décisive à Loum Tchaouna (pour une défaite 1-1 4-3 aux tab).
Le 8 janvier 2023, il est prêté avec option d'achat au FC Famalicao. Il y est transféré définitivement le 31 juillet de la même année.

### Carrière en sélection
Alex Dobre reçoit huit sélections avec les espoirs roumains entre 2017 et 2019. Il inscrit son seul but en octobre 2017, lors d'un match contre la Suisse rentrant dans le cadre des éliminatoires du championnat d'Europe espoirs 2019. Il délivre ensuite une passe décisive lors d'un match amical contre la Belgique en novembre 2018.
Il reçoit sa première convocation avec l'équipe senior en mars 2023, pour les matches de qualification pour l' Euro 2024 contre Andorre et la Biélorussie. Dobre fait ses débuts le 25 mars, remplaçant Olimpiu Moruțan lors de la victoire 2-0 contre Andorre.